# Sweet Home Alabama
〈Sweet Home Alabama〉는 1974년 미국의 서던 록 밴드 레너드 스키너드의 노래로, 두 번째 음반 《Second Helping》 에 수록되었다. 서던, 클래식 락의 전형이자 밴드의 상징적인 노래로 여겨진다.
이 곡은 닐 영의 1970년 노래 〈Southern Man〉에 대한 반응으로 쓰여졌는데, 이 곡은 밴드가 미국의 노예 제도에 대해 남부 전체를 비난했다고 느꼈고, 영은 가사에서 이름을 확인하고 경멸했다. 1974년 빌보드 핫 100 차트에서 8위에 올라 밴드의 가장 높은 차트 싱글이 되었다.

## 과정 및 녹음
이 노래의 세 작사자 중 누구도 앨라배마주 출신이 아니었고, 로니 반 잰트와 게리 로싱턴은 둘 다 플로리다주 잭슨빌에서 태어났으며, 에드 킹은 캘리포니아주 글렌데일 출신이었다. 《가든 & 건》과의 인터뷰에서, 로싱턴은 작사, 작곡 과정에 대해 설명했습니다. "저는 이 작은 리프를 가지고 있었습니다. 작은 피킹 파트인데 리허설을 위해 모두가 오기를 기다리는 동안 계속 반복해서 틀었어요. 로니와 제가 거기 앉아 있었는데, 그가 계속 '다시 틀어줘'라고 말했어요. 그리고 로니가 작사를 했고 에드와 제가 작곡을 했어요."
〈Sweet Home Alabama〉는 이전 싱글들이 "특별한 의도 없이 게으르게 발매"된 밴드의 주요 차트 히트곡이었다. 그 히트곡은 그 밴드가 거절한 두 번의 텔레비전 록 쇼 제안으로 이어졌다. 이 곡은 《Second Helping》에 처음 등장한 것 외에도 수많은 레너드 스키너드 컴필레이션과 라이브 음반에 등장했다.

## 인증
| 국가                                                            | 인증        | 판매량/출하량       |
| --------------------------------------------------------------- | ----------- | ------------------- |
| 덴마크 (IFPI Danmark)                                           | 플래티넘    | 90,000              |
| 이탈리아 (FIMI)                                                 | 플래티넘    | 50,000              |
| 영국 (BPI)                                                      | 2× 플래티넘 | 1,200,000           |
| 미국 (RIAA)                                                     | 골드        | 3,680,000 (digital) |
| 미국 (RIAA) Mastertone                                          | 플래티넘    | 1,000,000*          |
| *판매량을 기반으로 한 인증 · 판매량+스트리밍을 기반으로 한 인증 |             |                     |